# Seznam rektorů Univerzity Tomáše Bati ve Zlíně
Toto je seznam rektorů Univerzity Tomáše Bati ve Zlíně.
1. Petr Sáha (2001–2007)
2. Ignác Hoza (2007–2010)
3. Petr Sáha (2010–2018)
4. Vladimír Sedlařík (2018–2022)
5. Milan Adámek (od 2022)